# View from a Bridge
View from a Bridge is een nummer van de Britse zangeres Kim Wilde uit 1982. Het is de tweede single van haar tweede studioalbum Select.
"View from a Bridge" vertelt het verhaal van een meisje dat zelfmoord pleegt door van een brug af te springen. Het nummer werd een grote hit in Europa en Australië. Hoewel het in het Verenigd Koninkrijk echter een bescheiden 16e positie behaalde, was de plaat in Nederland een grote hit. De single was op vrijdag 9 april 1982 Veronica Alarmschijf op Hilversum 3 en bereikte de 5e positie in de Nederlandse Top 40 en de 7e positie in de Nationale Hitparade. In België bereikte de plaat de 4e positie in de Vlaamse Radio 2 Top 30.